# Omara Durand
Pour les articles homonymes, voir Durand.
Omara Durand, née le 26 novembre 1991, est une athlète handisport cubaine, spécialiste du 100 m, 200 m et du 400 m.

## Biographie
Née à Santiago de Cuba, elle concourt dans la catégorie T13 pour les déficients visuels modérés. Elle court avec un guide, Yuniol Kindelan, depuis 2015.
Elle commence sa carrière internationale en 2011 aux Championnats du monde à Christchurch (Nouvelle-Zélande) où elle remporte la médaille d'or du 200 m T13 et du 400 m T13. Lors des Jeux paralympiques d'été de Londres en 2012, elle rafle la médaille d'or du 100 m, le courant en 12 s, devenant ainsi l'athlète déficiente visuelle la plus rapide de l'histoire.
Après la naissance de sa fille, sa vue se détériore et elle est reclassée dans la catégorie T12 (pour les déficients visuels avec guide). En 2015, aux Championnats du monde à Doha (Qatar), elle remporte le 100 m, le 200 m et le 400 m dans sa nouvelle catégorie. Elle bat aussi son record du monde du 100 m, le passant à 11.48 s dans la catégorie T12 (elle est aussi détentrice du record du monde dans la catégorie T13 en 11.99 s).
En 2016, aux Jeux paralympiques de Rio, elle rafle l'or dans ses trois courses disputées : le 100 m, le 200 m et le 400 m T12. Elle est aussi la porte-drapeau de la délégation cubaine comme en 2012. La même année, elle reçoit le IOC Disabled Athlete Award de l’Académie des Sports des États-Unis qui récompense chaque année un athlète handisport.
Aux Jeux parapanaméricains de 2019, elle remporte la médaille d'or sur le 200 m T12 en 23 s 67 ainsi que sur le 100 m et le 400 m T12. Lors des Mondiaux quelques semaines plus tard, Omara Durand remporte l'or sur le 100 m T12 en 11 s 66, son meilleur temps de l'année, devant l'Espagnole Adiaratou Iglesias et la Brésilienne Viviane Ferreira ainsi que sur le 400 m T12 en 52 s 85 devant l'Ukrainienne Oksana Boturchuk et la Vénézuélienne Greilyz Villaroel. Blessée lors de cette compétition, elle ne reprend l'entraînement qu'en février 2020.

## Palmarès
| Date | Compétition            | Lieu           | Place | Course    | Temps      |
| ---- | ---------------------- | -------------- | ----- | --------- | ---------- |
| 2008 | Jeux paralympiques     | Pékin          | 6e    | 100 m T13 | 12 s 59    |
| 2008 | Jeux paralympiques     | Pékin          | 4e    | 200 m T13 | 25 s 67    |
| 2008 | Jeux paralympiques     | Pékin          | —     | 400 m T13 | DNF        |
| 2011 | Championnats du monde  | Christchurch   | 1re   | 200 m T13 | 24 s 24 RM |
| 2011 | Championnats du monde  | Christchurch   | 1re   | 400 m T13 | 54 s 87    |
| 2012 | Jeux paralympiques     | Londres        | 1re   | 100 m T13 | 12 s 00    |
| 2012 | Jeux paralympiques     | Londres        | 1re   | 400 m T13 | 55 s 12    |
| 2015 | Championnats du monde  | Doha           | 1re   | 100 m T12 | 11 s 48    |
| 2015 | Championnats du monde  | Doha           | 1re   | 200 m T12 | 23 s 03    |
| 2015 | Championnats du monde  | Doha           | 1re   | 400 m T12 | 53 s 05    |
| 2016 | Jeux paralympiques     | Rio de Janeiro | 1re   | 100 m T12 | 11 s 40    |
| 2016 | Jeux paralympiques     | Rio de Janeiro | 1re   | 200 m T12 | 23 s 05    |
| 2016 | Jeux paralympiques     | Rio de Janeiro | 1re   | 400 m T12 | 51 s 77    |
| 2017 | Championnats du monde  | Londres        | 1re   | 100 m T12 | 11 s 52    |
| 2017 | Championnats du monde  | Londres        | 1re   | 200 m T12 | 23 s 58    |
| 2017 | Championnats du monde  | Londres        | 1re   | 400 m T12 | 52 s 75    |
| 2019 | Jeux parapanaméricains | Lima           | 1re   | 100 m T12 | 11 s 76    |
| 2019 | Jeux parapanaméricains | Lima           | 1re   | 200 m T12 | 23 s 67    |
| 2019 | Jeux parapanaméricains | Lima           | 1re   | 400 m T12 | 52 s 51    |
| 2019 | Championnats du monde  | Dubaï          | 1re   | 100 m T12 | 11 s 66    |
| 2019 | Championnats du monde  | Dubaï          | 1re   | 200 m T12 | 23 s 57    |
| 2019 | Championnats du monde  | Dubaï          | 1re   | 400 m T12 | 52 s 85    |
| 2021 | Jeux paralympiques     | Tokyo          | 1re   | 100 m T12 | 11 s 49    |
| 2021 | Jeux paralympiques     | Tokyo          | 1re   | 200 m T12 | 23 s 02    |
| 2021 | Jeux paralympiques     | Tokyo          | 1re   | 400 m T12 | 52 s 58    |